# 埃布拉尔·卡拉库尔特
埃布拉尔·卡拉库尔特（土耳其語：Ebrar Karakurt，2000年1月17日—），土耳其女子排球運動員，司職接應二傳/主攻。現時效力於俄羅斯加里寧格勒火車頭。
卡拉库尔特在2018年開始成為土耳其國家女子排球隊一員。她代表土耳其在出戰2019年世界女排聯賽。卡拉库尔特在2019年世界女排聯賽中表現出色，並首度在世界賽上獲得最佳接應二傳。

## 獎項

### 个人荣誉
- 2019年世界女排聯賽：最佳接應二傳
- 2023歐洲女子排球錦標賽 : 最佳主攻

### 俱樂部
- 2017年世界女排俱樂部錦標賽： - 金牌（瓦基弗銀行女排俱樂部）
- 2017年土耳其冠軍杯： - 金牌（瓦基弗銀行女排俱樂部）
- 2017年土耳其杯： - 金牌（瓦基弗銀行女排俱樂部）
- 2017–18赛季土耳其女排超級聯賽： - 金牌（瓦基弗銀行女排俱樂部）
- 2017–18赛季歐洲女排聯賽冠軍盃： - 金牌（瓦基弗銀行女排俱樂部）
- 2017年土耳其冠軍杯： - 銀牌（瓦基弗銀行女排俱樂部）
- 2018年世界女排俱樂部錦標賽： - 金牌（瓦基弗銀行女排俱樂部）
- 2018-19赛季土耳其女排超級聯賽： - 金牌（瓦基弗銀行女排俱樂部）

### 國家隊
- 2017年世界U23女子排球錦標賽： - 金牌
- 2018年世界女排聯賽： - 銀牌
- 2019年歐洲女子排球錦標賽： - 銀牌

| 獎項                            | 獎項                             | 獎項                            |
| ------------------------------- | -------------------------------- | ------------------------------- |
| 前任： 坦達拉·凱謝塔 （2018年） | 世界女排聯賽 最佳接應二傳 2019年 | 繼任： 坦達拉·凱謝塔 （2021年） |